# Буре (Лоар и Шер)
Буре (фр. Bourré) насеље је и општина у централној Француској у региону Центар (регион), у департману Лоар и Шер која припада префектури Блоа.
По подацима из 2011. године у општини је живело 724 становника, а густина насељености је износила 149,59 становника/km². Општина се простире на површини од 4,84 km². Налази се на средњој надморској висини од 65 метара (максималној 134 m, а минималној 58 m).

## Демографија
| 1962. | 1968. | 1975. | 1982. | 1990. | 1999. | 2011. |
| ----- | ----- | ----- | ----- | ----- | ----- | ----- |
| 1.025 | 1.096 | 1.099 | 972   | 832   | 674   | 724   |

График промене броја становника у току последњих година